# 양평 상원사 석조물 일괄
양평 상원사 석조물 일괄은 대한민국 경기도 양평군 용문면 연수리, 상원사에 있는 석물이다. 2002년 8월 28일 양평군의 향토유적 제36호로 지정되었다.

## 개요
팔각연화좌대 위에 얹혀져 있는데 엉덩이 부분이 납작하게 마무리되어 있어서 두 다리를 위로하여 엉덩이와 뒷다리로 서 있었던 형상이나, 어디에 사용되었던 것인지는 알 수가 없다. 이들의 석물은 조각표현에서 고려시대의 작품으로 추정되고 있다.

## 같이 보기
- 상원사